# Rimu z ljubeznijo
Rimu z ljubeznijo (angleško To Rome with Love) je ameriško-italijanski magično realistični romantično komični film iz leta 2012, ki ga je režiral in zanj napisal scenarij Woody Allen, ki je prvič po letu 2006 v njem tudi zaigral. Filmsko dogajanje je postavljeno v Rim, film je bil tudi premierno prikazan v italijanskih kinematografih 13. aprila 2012, v ameriških pa 22. junija 2012.
V glavnih vlogah nastopa večje število igralcev. Zgodba je podana v obliki štirih ločenih vinjet: uradnik, ki nenadoma postane zvezdnik, arhitekt, ki obišče ulico iz svojih študentskih let, mladi par na medenih mesecih in italijanski pogrebnik, katerega nenavadno petje navduši bodočega sorodnika in ameriškega opernega režiserja. Film je bil finančno uspešen, prinesel je prihodke 16.685.867 $ v ZDA in 73.039.208 $ po svetu.

## Vloge
| "Hayleyjina zgodba - Alison Pill kot Hayle - Flavio Parenti kot Michelangelo Santoli - Woody Allen kot Jerry - Judy Davis kot Phyllis - Fabio Armiliato kot Giancarlo Santoli | "Leopoldova zgodba - Roberto Benigni kot Leopoldo Pisanello - Monica Nappo kot Sofia Pisanello - Cecilia Capriotti kot Serafina - Marta Zoffoli kot Marisa Raguso |
| "Antoniova zgodba - Alessandro Tiberi kot Antonio - Alessandra Mastronardi kot Milly - Penélope Cruz kot Anna, - Simona Caparrini kot Joan - Ornella Muti kot Pia Fusari - Antonio Albanese kot Luchina »Luca« Salta - Riccardo Scamarcio kot hotelski ropar - Roberto Della Casa kot stric Paolo - Giuliano Gemma kot direktor hotela | "Johnova zgodba - Alec Baldwin kot John Foy - Jesse Eisenberg kot Jack - Greta Gerwig kot Sally - Ellen Page kot Monica - Lino Guanciale kot Leonardo             |